# Волконский, Дмитрий Андреевич
Князь Дмитрий Андреевич Волконский († после 1676) — государственный деятель, стольник, полковой воевода во времена правления Михаила Фёдоровича, Алексея Михайловича и Фёдора Алексеевича.
Рюрикович в XXI поколении. Представитель 2-й ветви княжеского рода Волконских. Второй сын князя Андрея Михайловича Волконского. Братья — князья Андрей, Юрий и Александр Волконские.

## Биография
Воевода в Кромах (1635). Стольник (1640-1676), поместный оклад его 500 четвертей. Упоминается на свадьбе царя Алексея Михайловича (26 января 1648). Находился в Пскове во время мятежа при князе Ф. Ф. Волконском (1650), при нём же в свите послов к королю Яну-Казимиру (1652). Сопровождал своего родственника, князя Ф. Ф. Волконского, в посольствах и во время его нахождения на воеводстве в Киеве (1653-1655).
Участник русско-польской войны (1654—1667). Стольник, возглавил поход речной рати из Киева на Белорусское Полесье (сентябрь 1655). 15 сентября русский корпус прибыл под Туров, местные жители открыли ворота и принесли присягу на верность московскому царю. Из Турова по суше двинулся на соседний город Давидов. На подступах к нему русские встретили литовское войско, разбили врага и оттеснили его назад в город. Волконский окружил Давид-Городок и приказал его поджечь. Многие жители, которые не успели спастись бегством, погибли. 16 сентября воевода вернулся к своим судам и поплыл вниз по р. Горыни в Припять, откуда по суше двинулся на город Столин. 20 сентября русские подошли к городу. Местный литовский гарнизон, выйдя из крепости, вступил в бой, но был разбит и обращен в бегство. Сам город Столин взят и сожжен. С ратью вернулся из Столина на суда и поплыл дальше до Пины. 25 сентября русские достигли города Пинска, но противник не дал им возможности высадиться на берег. Тогда Д.Волконский спустился ниже и высадился у села Пеньковичи. Здесь в новом бою русские разбили литовцев и, преследуя противника, взяли Пинск. Пробыв в городе два дня для отдыха, воевода 27 сентября приказал его сжечь и, сев на суда, доплыл до села Стахова, где вновь одержал победу над литовцами. Затем, продолжая путь, остановился в местечках Кожан и Лахва, жители которых были приведены к присягу на верность царю. По р. Днепру русская судовая рать вернулась в Киев.
Прибыл с известием (сеунчем) к царю Алексею Михайловичу в Смоленск (ноябрь 1655), где сообщил ему, что «милостью Божьей и Государским счастьем взял он три города: Пинск, Давыдов и Столин, и три города добили челом: Туров, Латва и Кожанъ». В награду за военную службу он получил 100 четей земли (1656).
В чине царского рынды присутствовал при отпуске польских послов (июнь 1657). Сопровождал своего родственника, князя Фёдора Фёдоровича Волконского, на съезд с польско-литовскими комиссарами в Вильно (1658).
Царь Алексей Михайлович поручил привести в русское подданство калмыков и вместе с ними предпринять поход на Крымское ханство (июнь 1659).
Вместе со своими родственниками отправлен (сентябрь 1662) в Казань для подавления восстания в Башкирии (1662—1664).
Присутствовал на церемонии похорон царевича Алексея Алексеевича (22 января 1671), старшего сына и наследника Алексея Михайловича.

## Семья
Жена: Анна Михайловна урождённая Карамышева — дочь Михаила Ивановича Карамышева, помещица Суздальского уезда.
Сын:
- Князь Волконский Пётр Дмитриевич — стольник при царице Прасковьи Фёдоровне (1686—1692).

## Критика
Приписываемая ему жена, княгиня Анна Михайловна Карамышева, возможно, что была не его женой, а другого князя Дмитрия Андреевича, которого мы не знаем, так как убедительных доводов в точности этого не имеем, между тем, по другим источникам имеются такие сведения:
1. Вдова Фёдора Васильевича Стрелкова — Анна, со своим прожиточным имением в Боровском уезде вышла вторично замуж за стольника, князя Дмитрия Андреевича Волконского (1679).
2. Жена князя Дмитрия Андреевича Волконского — Анна Матвеевна, своё поместье в Соловецком уезде отдала своим родным братьям, князьям: Ивану и Никите Матвеевичам Вадбольским (1700).

По видимому, во 2-й половине XVII века, был не один только князь Дмитрий Андреевич Волконский, но к сожалению, мы не знаем другого, современника рассматриваемого князя.
В монографии княгини Е. Г. Волконской «Род князей Волконских» (1900) имеется упоминания о двух современниках с одинаковыми Именами и Отчествами (№ 87 и № 144), а также показаны одинаковые биографические данные.